# Squamish (Colombie-Britannique)
Pour les articles homonymes, voir Squamish.
Squamish est une ville (en anglais : District Municipality) située dans le district régional de Squamish-Lillooet en Colombie-Britannique au Canada.

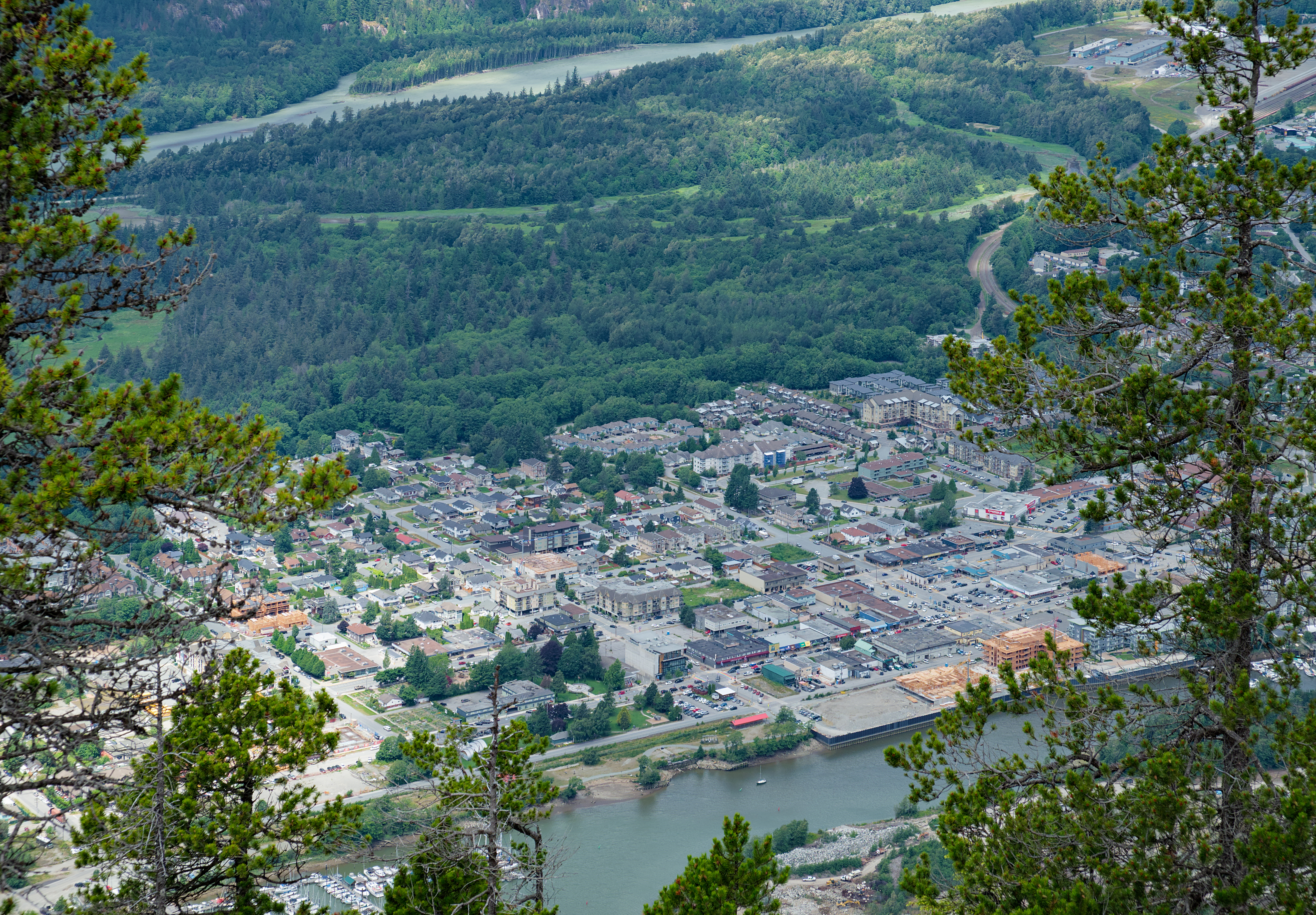
Vue de Stawamus Chief

## Géographie

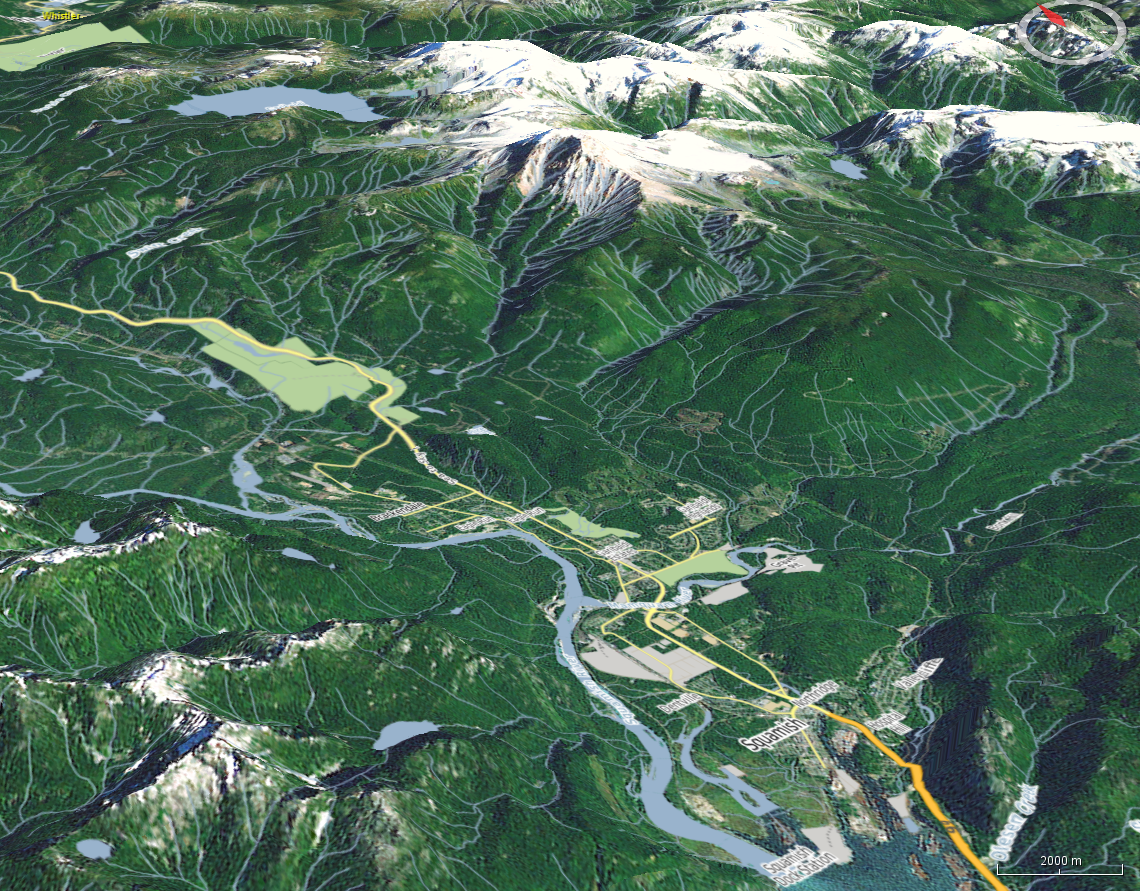
Carte de la ville de Squamish avec, à l'arrière-plan, le mont Garibaldi.

Squamish est située au nord de la baie de Howe, sur la route 99 (Sea to sky highway), à mi chemin entre Vancouver et Whistler.

### Climat

Températures et précipitations moyennes à la station de Squamish Upper

Squamish est un des endroits les plus pluvieux de tout le Canada, les précipitations peuvent y atteindre 2400 mm par an. Les pluies tombent souvent de manière continue sur de longues périodes, notamment en hiver. En comparaison d'autres régions du Canada, la neige n'est pas spécialement fréquente en hiver ; cependant des chutes de 50 cm peuvent survenir, mais généralement la neige tombée fond assez rapidement.
| Mois                                  | jan.       | fév.       | mars    | avril     | mai       | juin     | jui.    | août      | sep.     | oct.    | nov.       | déc.     | année           |
| ------------------------------------- | ---------- | ---------- | ------- | --------- | --------- | -------- | ------- | --------- | -------- | ------- | ---------- | -------- | --------------- |
| Température minimale moyenne (°C)     | −0,3       | 0,4        | 2,1     | 4,6       | 7,6       | 10,4     | 12,4    | 12,2      | 9,2      | 5,9     | 2,3        | −0,2     | 5,5             |
| Température moyenne (°C)              | 2,7        | 4,6        | 6,7     | 9,9       | 12,9      | 15,5     | 17,8    | 17,8      | 15       | 10,3    | 5,5        | 2,5      | 10,1            |
| Température maximale moyenne (°C)     | 5,6        | 8,7        | 11,3    | 15,1      | 18,1      | 20,5     | 23,1    | 23,3      | 20,7     | 14,6    | 8,7        | 5,2      | 14,6            |
| Record de froid (°C) date du record   | −20,6 1969 | −14,5 1989 | −8 1989 | −2 1997   | 0,5 2002  | 3,5 1991 | 6 1999  | 5 1999    | 1,5 1992 | −7 1984 | −15,8 1985 | −20 1968 | −20,6 23/1/1969 |
| Record de chaleur (°C) date du record | 14,5 2003  | 20,5 1991  | 26 1994 | 30,5 1998 | 36,5 1993 | 43 2021  | 37 2015 | 36,9 2016 | 37 1988  | 29 1987 | 17,5 1997  | 13 1993  | 43 28/6/2021    |
| Précipitations (mm)                   | 326,1      | 192,8      | 206,5   | 152,6     | 115,7     | 82,6     | 59,3    | 66,2      | 82,6     | 255,5   | 391,3      | 299      | 2 230,2         |
| dont neige (cm)                       | 25,9       | 13,1       | 8,1     | 0,1       | 0         | 0        | 0       | 0         | 0        | 0       | 9,2        | 30,6     | 87              |
| Nombre de jours avec précipitations   | 19,4       | 14,8       | 18,5    | 16,3      | 14,2      | 12,1     | 8,3     | 8,3       | 8,8      | 17,1    | 21,1       | 19,7     | 178,4           |
| Nombre de jours avec neige            | 4,3        | 2          | 1,1     | 0,05      | 0         | 0        | 0       | 0         | 0        | 0       | 1,8        | 4,1      | 13,3            |

| Diagramme climatique                                  |             |              |              |              |              |              |              |             |              |             |            |
| J                                                     | F           | M            | A            | M            | J            | J            | A            | S           | O            | N           | D          |
| 5,6−0,3326,1                                          | 8,70,4192,8 | 11,32,1206,5 | 15,14,6152,6 | 18,17,6115,7 | 20,510,482,6 | 23,112,459,3 | 23,312,266,2 | 20,79,282,6 | 14,65,9255,5 | 8,72,3391,3 | 5,2−0,2299 |
| Moyennes : • Temp. maxi et mini °C • Précipitation mm |             |              |              |              |              |              |              |             |              |             |            |

## Histoire
Le nom de la ville provient du nom du peuple amérindien Squamish qui est originaire du sud-ouest de la Colombie-Britannique. Le mot « Squamish » est la transcription en caractères latins d'une expression, formulée dans la langue de ce peuple, une « langue salish de la côte » appelée langue squamish. La prononciation d'origine de cette expression est la suivante : . Elle est transcrite dans l'alphabet phonétique international (API) de la façon suivante :  [sqʷχʷuʔməʃ].

## Démographie
Au recensement de 2011, on y a dénombré une population de 17 158 habitants. Ces dernières années, Squamish a vu sa population augmenter avec l'arrivée d'habitants de Vancouver préférant échapper à l'augmentation du coût de la vie en allant vivre dans une ville située à moins d'une heure de route.
Le nombre de Franco-Colombiens à Squamish s'établit à 625 selon la langue maternelle et à 550 selon la langue de minorité officielle.
| 2001   | 2006   | 2011   | 2016   |
| ------ | ------ | ------ | ------ |
| 14 247 | 14 949 | 17 158 | 19 512 |

## Politique
Squamish a un statut de municipalité de district.

## Économie
L'exploitation forestière a été traditionnellement la principale activité de la région et le principal employeur de la ville était l'usine de pâte à papier de la société Western Forest Products jusqu'à sa fermeture en 2006.

## Société
L'école Les Aiglons, administrée par le Conseil scolaire francophone de la Colombie-Britannique, assure l'enseignement primaire en français aux enfants franco-colombiens et autochtones. Les Franco-Colombiens célèbrent la Saint-Jean-Baptiste, patron des Canadiens-français le 24 juin.